# Моси (народ)
Моси су етничка група која живи превасходно дуж тока реке Воте у Буркина Фасо и чине преко 50% становништва ове државе. Током 15. века, група коњаника из Дагомбе (данашња северна Гана) дојахали су на север до реке Накамбе (некадашње Беле Волте) у централној Буркина Фасо и преузели власт над земљорадницима коју су ту живели. То је постала прва Моси држава Тенкого, на чијем је челу био Оуедраого (у преводу “пастув”). Коњаници који су дошли су постали политички владари, освајајући и склапајући бракове са локалним народима, направили су ново Моси друштво, које се састављало из потомака освајача (накомсе) и освојених (њоњосе), где су се многе културне карактеристике оба народа сачувале.
По предању, накомсе су настали са принцезом Јененга, ћерка краља народа Дагомба. Јененга је била изузетна ратница, која је водила војску свог оца у успешне походе против свих непријатеља. Из тог разлога, отац јој је забранио да се уда. Из разочарења, Јененга је села на свог белог пастува и одјахала на север у град Гамбага. Идући кроз шуму, упознала је ловца на слонове по имену Риале. Удала се за њега и њихово прво мушко дете су назвали Оуедраого, који је постао оснивач краљевине Моси, док је његово име врло популарно међу накомсима, то јест, политичком класом Моси друштва.

## Традиција
Урезани штапови су присутни скоро свуда у Африци као симбол година, статуса и престижа. Ови предмети су коришћени и од стране политичке елите и духовних вођа Моси народа. Моси вође носе штапове на недељним састанцима са старијим мушким старешинама. На штапу могу бити урезане мале фигуре или облик мале Моси лутке. Духовне вође носе специјални штап поку представља њихову моћ да искористе силе природе против својих непријатеља. Уметност племена Моси огледа се на многобројним маскама док је скулптура у  дрвету доста ретка. Мушке маске имају продужење, са резбаријама рађеним у техници ажура. Женске маске имају на свом врху фигуру жене са цилиндричним телом и истакнутим грудима. Маске су апстрактне, бојене црно, бело и црвено, са стилизованим геометријским орнаментима. Моси праве накит и бронзане украсе, фугуре, најчешће главе животиња, бивола и антилопа, за украшавање својих дугих чибука, методом ливења познатом као изгубљени восак.

## Маске
Маске служе да се представе измишљени духови. Те духове су створили како би испунили сопствене потребе. Такви измишљени духови служили су као „глумци” и ликови у причама где се рекреира сусрет Моси предака и тих измишљених духова. Таква врста духова могла је да служи и као заштитнички дух, који би штитио породицу. Кад није у комплетном костиму, маска се ставља на свој олтар. Маски се прилажу дарови, не би ли власнику и његовој породици донела плодну годину, решење за неки проблем или излечење неке болести, између осталог.

## Лутке
Народ Моси је нашироко познат по луткама од дрвета које праве за своју децу. Те лутке су веома цењени колекционарски предмет. Као што је случај и са маскама, начин израде лутке може да помогне при одређиваљу географске локације где је лутка настала. Међутим све лутке имају цилиндричан облик, често немају назначене удове, увек су представе жена са наглашено висећим грудима. Особена карактеристика индивидуалног стила обраде ових лутака је облик главе, генерално гледано полулопте са равном страном на горе. 
Девојчице би се играле са луткама, опонашајући мајке са децом, где би лутка у овом случају била дете. Ако би се нека девојчица лоше понела према својој лутки, то би се одразило на њену праву децу у будућности, где би се деца разболела или умрла. Док девојчица не одрасте и не уда се, лутка ће бити увек уз њу. Када покаже некоме своју лутку, обавезно се да неки поклон или јој се пожели пуно деце у будућности. Након удаје, жена чува лутку као дозволу за нововенчани пар да добију прво дете.